# Grand Prix Kopenhagen 1984
Der Grand Prix Kopenhagen 1984 war die 86. Ausgabe des seit 1898 für Sprinter ausgetragen internationalen Wettbewerbs im Bahnradsport.

## Rennverlauf
Am Start waren 24 Sprinter aus zehn Ländern. Austragungsort war die Radrennbahn in Ordrup bei Kopenhagen, auf der bereits mehrere UCI-Bahn-Weltmeisterschaften stattfanden. Unter den Teilnehmern waren vier der besten acht Fahrer der letztjährigen Weltmeisterschaft. Nach den Vor- und Hoffnungsläufen siegten im Viertelfinale Lutz Heßlich gegen Kenrick Tucker, Vratislav Šustr gegen Christensen, Michael Hübner gegen Vítězslav Vobořil und René Gullach gegen Philippe Vernet. Die Halbfinals gewannen Heßlich gegen Gullach und Hübner gegen Šustr. Die Läufe um den 3. Platz gewann Šustr gegen Gullach. Im Finale schlug Heßlich Hübner zweimal und fuhr dabei einen neuen Bahnrekord für die letzten 200 Meter.

## Ergebnis
|     | Fahrer          | Land             |
| --- | --------------- | ---------------- |
| 01. | Lutz Heßlich    | DDR              |
| 02. | Michael Hübner  | DDR              |
| 03. | Vratislav Šustr | Tschechoslowakei |
| 04. | René Gullach    | Dänemark         |
| 0 … |                 |                  |